# Стара Терізморга
Стара Терізмо́рга (рос. Старая Теризморга, ерз. Сире Трезморга) — село у складі Старошайговського району Мордовії, Росія. Входить до складу Старотерізморзького сільського поселення.
Населення — 842 особи (2010; 870 у 2002).
Національний склад (станом на 2002 рік):
- мокшани — 98 %